# Tragia melochioides
Tragia melochioides är en törelväxtart som beskrevs av August Heinrich Rudolf Grisebach. Tragia melochioides ingår i släktet Tragia och familjen törelväxter. Inga underarter finns listade i Catalogue of Life.